# Landesamt für Besoldung und Versorgung Baden-Württemberg
Das Landesamt für Besoldung Versorgung Baden-Württemberg mit Sitz in Fellbach ist eine Landesbehörde, die dem Finanzministerium Baden-Württemberg unterstellt ist und wurde 1971 in Folge des Gesetzes über die Errichtung des Landesamtes für Besoldung und Versorgung Baden-Württemberg am 2. Februar 1971 gegründet.

## Aufgaben
Das Landesamt ist für folgende Aufgaben zuständig:
- Die Festsetzung, Anordnung und Abrechnung der Bezüge für die Beamten, Arbeitnehmer und Versorgungsempfänger des Landes Baden-Württemberg.
- Die Auszahlung von Beihilfe an die Beschäftigten des Landes.
- Zahlungen von Entschädigungsleistungen an die Opfer des Nationalsozialismus.
- Abrechnung und Auszahlung von Reisekosten, Trennungsgeld und Umzugskosten.
- Bearbeitung von Heilfürsorgeangelegenheiten der Polizisten des Landes und der technischen Beamten der Landesfeuerwehrschule Baden-Württemberg sowie die Dienstunfallfürsorge.
- Gehaltsbezogene Abwicklung des Radleasing-Angebots „JobBike BW“ für alle Landesbediensteten.

Bis 2022 hat das LBV im Rahmen einer Sonderzuständigkeit die Aufgaben als Landesfamilienkasse für die Beschäftigten des Landes Baden-Württemberg wahrgenommen. 2022 erfolgte dann der Wechsel der Aufgaben zu den regional zuständigen Familienkassen der Bundesagentur für Arbeit (BA).
Neben der Hauptaufgabe als bezügezahlende Stelle des Landes Baden-Württemberg fungiert das LBV auch als Ausbildungsstätte. Es bietet verschiedene Ausbildungsmöglichkeiten an, darunter:
- Ausbildung zum Finanzwirt
- Duale Studiengänge:
  - Allgemeine Finanzverwaltung (Bachelor of Laws)
  - Wirtschaftsinformatik-Application Management (Bachelor of Science)[3]

## Kundenkreis
Zum Kundenkreis des LBV gehören etwa 455.000 Beamtinnen und Beamte, Ruhestandsbeamtinnen und Ruhestandsbeamte sowie Arbeitnehmerinnen und Arbeitnehmer des Landes Baden-Württemberg. Jährlich bearbeitet das LBV in etwa 2 Millionen Beihilfeanträge mit einem Erstattungsvolumen von rund 1,9 Milliarden EUR.

## Hauptsitz Fellbach
Das LBV ist einer der größten Arbeitgeber der Region Fellbach und hat seit 1995 dort seinen Hauptsitz. Neben Beamten des mittleren und gehobenen Dienstes in verschiedenen Laufbahnrichtungen sind über 20 verschiedene Berufsgruppen im LBV tätig, darunter beispielsweise medizinische und kaufmännische Fachangestellte.

## Beihilfe-App und Digitalisierung
Neben der Einreichung per Papierantrag oder digital über das Kundenportal, können die Kundinnen und Kunden des LBV mit der App „Beihilfe BW“ ihre Rechnungen, Rezepte und Belege zu Krankheits- und Pflegekosten einfach und schnell beim LBV einreichen.
Das LBV arbeitet primär mit hauseigenen Programmen (beispielsweise das Beihilfeabrechnungssystem oder das Dialogisierte Abrechnungs- und Informationssystem), die auch von anderen Behörden genutzt werden. Einige dieser Programme arbeiten mit KI-basierten Elementen. Dienstreisen und Reisekosten aller Landesbediensteten werden seit 2009 über das selbst entwickelte Programm „Drive-BW“ beantragt, genehmigt und abgerechnet.

## Organisation
Das LBV teilt sich in folgende fünf Abteilungen auf:
1. Zentrale Aufgaben / Recht
2. Beihilfe / Heilfürsorge / Wiedergutmachung / Unfallfürsorge (Heilverfahren) / Digitalisierung Posteingang
3. Besoldung / Versorgung
4. Entgelt der Arbeitnehmer / Dienstreisemanagement
5. Informations- und Kommunikationstechnik[6]

## Weblink
- Offizielle Website